# Aurélia Thierrée
Aurélia Thierrée (* 24. září 1971 Montpellier) je francouzská herečka. Je dcerou Victorie Chaplinové a Jeana-Baptisty Thierréeho, zároveň tedy sestrou komika Jamese Thierréeho a vnučkou Charlieho Chaplina. Hrála například ve dvou filmech Miloše Formana (Lid versus Larry Flynt, Goyovy přízraky) a řadě dalších filmů. Roku 2019 hrála ve čtyřdílném televizním seriálu Il était une seconde fois. Od roku 2018 vystupuje ve hře Bells and Spells, jejíž autorkou je její matka.

## Filmografie
- L'hydrolution (1989)
- À la belle étoile (1993)
- Nádherná Zelená (1996)
- Lid versus Larry Flynt (1996)
- Sentimental Education (1998)
- Far from China (2001)
- Rien, voilà l'ordre (2003)
- Goyovy přízraky (2006)
- The Favor (2007)
- 24 mesures (2007)
- The Farewell (2011)
- Valley of Love (2015)
- Wetware (2018)